# Mon ciné
Mon ciné, sous-titré « le premier et véritable journal cinématographique pour le public », est une revue de cinéma française publiée de 1922 à 1937. 

## Description
Mon ciné est fondée par V. Marchand le 22 février 1922 avec le soutien du groupe de presse Offenstadt. Il s'agit alors de l’hebdomadaire le moins cher et le plus populaire du cinéma muet. Son succès est immédiat. Il est imprimé par Crété à Corbeil. 
Chaque numéro présente deux films sous la forme de feuilletons, adaptés par des spécialistes comme Maurice Bessy ou Fabrice Delphi, un film en image sur une double page, des échos, une présentation des nouveaux films, et parfois un entretien avec un auteur ou un réalisateur, un article sur un aspect technique ou sur un métier du cinéma. 
Mon ciné défend le cinéma français et populaire.